# Xyris stenophylloides
Xyris stenophylloides är en gräsväxtart som beskrevs av Gustaf Oskar Andersson Malme. Xyris stenophylloides ingår i släktet Xyris och familjen Xyridaceae. Inga underarter finns listade i Catalogue of Life.